# مجلس الوزراء الكويتي 2001
مجلس الوزراء الكويتي 2001 أو الحكومة الكويتية العشرون أو حكومة سعد العبد الله الحادية عشر هي الوزارة رقم 20 في تاريخ دولة الكويت منذ الاستقلال عام 1961، تشكّلت في تاريخ 14 فبراير 2001، برئاسة ولي العهد الكويتي - آنذاك - الشيخ سعد العبد الله السالم الصباح، واستمرت حتى 6 يوليو 2003، وهي آخر حكومة برئاسته، وبعدها فُصِل منصب رئاسة الوزراء عن ولاية العهد في الكويت.

## التشكيلة الوزارية
- رئيس الوزراء: سعد العبد الله السالم الصباح
- نائب أول لرئيس مجلس الوزراء ووزير الخارجية: صباح الأحمد الجابر الصباح
- نائب رئيس مجلس الوزراء ووزير الدفاع: جابر المبارك الصباح
- نائب رئيس مجلس الوزراء ووزير الداخلية: محمد الخالد الحمد الصباح
- نائب رئيس مجلس الوزراء ووزير الدولة لشؤون مجلس الوزراء ووزير الدولة لشؤون مجلس الأمة: محمد ضيف الله شرار
- وزير المواصلات: أحمد عبد الله الأحمد الصباح
- وزير الإعلام: أحمد فهد الأحمد الصباح
- وزير العدل ووزير الأوقاف والشؤون الإسلامية: أحمد باقر
- وزير التجارة والصناعة: صلاح عبد الرضا خورشيد
- وزير الكهرباء والماء ووزير الشؤون الاجتماعية والعمل: طلال مبارك العيار
- وزير النفط: عادل خالد صبيح الصبيح
- وزير الأشغال العامة ووزير الدولة لشؤون الإسكان: فهد دهيسان زبن الميع
- وزير الصحة: محمد أحمد الجارالله
- وزير الدولة للشؤون الخارجية: محمد صباح السالم الصباح
- وزير التربية ووزير التعليم العالي: مساعد راشد أحمد الهارون
- وزير المالية ووزير التخطيط ووزير الدولة لشؤون التنمية الإدارية: يوسف حمد الإبراهيم